# Hrabstwo Lehigh
Lehigh – hrabstwo w stanie Pensylwania w USA. Populacja liczy 349497 mieszkańców (stan według spisu z 2010 roku).
Powierzchnia hrabstwa to 904 km² (w tym 5 km² stanowią wody). Gęstość zaludnienia wynosi 388,7 osoby/km².

## Miejscowości

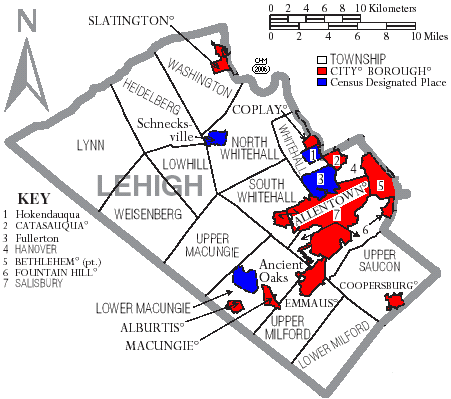
Rozmieszczenie miast i Broughs na mapie hrabstwa

### Miasta
- Allentown
- Bethlehem[1]

### Boroughs
| - Alburtis - Catasauqua - Coopersburg - Coplay | - Emmaus - Fountain Hill - Macungie - Slatington |